# José Riquelme y López-Bago
José Riquelme y López-Bago (Tarragona, 31 de Agosto de 1880 - Paris, 28 de Janeiro de 1972) foi um soldado Espanhol conhecido por seu envolvimento na Segunda Guerra Marroquina e na Guerra Civil Espanhola. Ele opôs-se à ditadura do General Primo de Rivera. Em 1987 foi homenageado postumamente pelo Rei Juan Carlos que lhe restituiu o posto de Tenente-general.

## Carreira
Riquelme passou a maior parte da sua carreira militar em África durante a Guerra do Rife. Em 1921 ele era Coronel e Chefe da Polícia Indígena. Após a Batalha de Annual, ele envolveu-se num confronto com o General Sanjurjo sobre o Expediente Picasso. Em 1924 ele participou da Batalha de Tetuão.
Em 1929 ele foi membro do tribunal militar que julgou José Sánchez Guerra pela revolta da artilharia na Cidade Real. A absolvição do político conservador fez com que Riquelme fosse esquecido para outras nomeações.
O ministro-chefe e Ministro da Guerra, Alexander Lerroux apresentou o Decreto de 15 de Fevereiro de 1935 para a assinatura do Presidente da República, nomeando Riquelme como chefe da Segunda Divisão Orgânica, com sede na cidade de Sevilha.
Ele serviu como comandante em chefe da Primeira Região Militar desde os primeiros dias da revolta do General Franco e, no final da guerra, ocupou o posto de Comandante General da zona interior da região leste (Catalunha).
Como General da Brigada de Infantaria, permaneceu fiel ao governo Republicano desde os primeiros dias da Guerra Civil Espanhola. Ele foi nomeado chefe da Divisão Orgânica I, ocupando o cargo vago que existia após o fracassado golpe de 18 de Julho. Ele comandou as forças que atacaram Toledo e depois lutaram na Batalha de Guadarrama. No entanto, no início de Setembro, as suas forças sofreram pesadas derrotas em Oropesa e Talavera de la Reina, que causaram um processo. Exonerado em 1938, ele retornou ao serviço como comandante militar de Barcelona.

## Exílio e morte
A partir de 1939, após a queda da Catalunha, López-Bago foi exilado na França até sua morte em Paris em 1972. Os seus restos mortais estão enterrados no Cemitério do Père-Lachaise, em Paris.

## Vida pessoal
López-Bago casou-se com Milagros Ojeda Varona, a sua primeira esposa, que foi presidente da Cruz Vermelha em Larache e a sua segunda esposa, Manuela Ruiz Juan, que foi presidente do comité da Cruz Vermelha para a República Espanhola no exílio na França. Ele tem uma neta no México da sua primeira esposa, Maria Rosa Judez Riquelme, e dois bisnetos, Francisco e Diego Alberto Flores Judez.